# The Secret Doctrine
| Recensione               | Giudizio |
| ------------------------ | -------- |
| AllMusic (solo giudizio) | [ 2 ]    |
| Rock Hard tedesco        | [ 3 ]    |

The Secret Doctrine è il terzo album in studio del gruppo musicale power metal svedese Morgana Lefay, pubblicato da Black Mark Production.
Questo è il secondo disco della band ad essere stato pubblicato nel 1993 e come per il precedente la copertina  è stata disegnata da Kristian Wåhlin.
L'album contiene la canzone Rooms Of Sleep di cui è stato anche girato un video.

## Tracce
Testi e musiche di Morgana Lefay.
1. Rooms of Sleep – 4:57
2. What Am I – 5:31
3. Alley of Oaks – 5:30
4. Soldiers of the Holy Empire – 4:01
5. Paradise Lost – 3:57
6. Nowhere Island – 5:47
7. The Mirror – 5:45
8. State of Intoxication – 4:52
9. Cold World – 3:57
10. Lord of the Rings – 4:25
11. Last Rites – 6:27
12. Dying Evolution – 3:57
13. The Secret Doctrine – 4:16

## Formazione
- Charles Rytkönen - voce
- Tony Eriksson - chitarra
- Tommi Karppanen - chitarra
- Joakim Heder - basso
- Jonas Söderlind - batteria

Membro addizionale
- Uffe Petterson - tastiera